# Circonscription de Bendigo
La circonscription de Bendigo est une circonscription électorale australienne dans l'État du Victoria. La circonscription a été créée en 1901 et est l'une des 75 circonscriptions de la première élection fédérale. Elle porte le nom de la ville de Bendigo. Dans les premières années de la fédération, la circonscription se composait seulement de Bendigo et de ses environs mais, plus tard, elle a inclus des villes comme Echuca, Castlemaine, Maryborough et Seymour. Aujourd'hui, elle comprend Bendigo, Castlemaine, Kyneton, Maldon et Maryborough. Bendigo a toujours été un siège disputé, changeant régulièrement de mains entre Parti travailliste australien et partis conservateurs. Bendigo a eu 15 députés, ce qui en fait, avec la circonscription de Denison, la deuxième circonscription ayant eu le plus grand nombre de députés de toute l'Australie. Ses membres les plus connus ont été son premier député, Sir John Quick, qui fut un partisan de la fédération de premier plan, et le Premier ministre Billy Hughes, qui, bien qu'originaire de Sydney, représenta Bendigo pendant deux mandats au moment où le Parlement fédéral se réunissait à Melbourne. John Brumby, qui occupait le siège de 1983 à 1990, est maintenant premier ministre du Victoria.

## Représentants
| Nom            | Parti            | Période de mandat |
| -------------- | ---------------- | ----------------- |
| John Quick     | Protectionniste  | 1901–1906         |
| John Quick     | Sans étiquette   | 1906–1909         |
| John Quick     | Commonwealth     | 1909–1913         |
| John Arthur    | Travailliste     | 1913–1914         |
| Alfred Hampson | Travailliste     | 1915–1917         |
| Billy Hughes   | Nationaliste     | 1917–1922         |
| Geoffry Hurry  | Nationaliste     | 1922–1929         |
| Richard Keane  | Travailliste     | 1929–1931         |
| Eric Harrison  | United Australia | 1931–1937         |
| George Rankin  | Country          | 1937–1949         |
| Percy Clarey   | Travailliste     | 1949–1960         |
| Noel Beaton    | Travailliste     | 1960–1969         |
| David Kennedy  | Travailliste     | 1969–1972         |
| John Bourchier | Libéral          | 1972–1983         |
| John Brumby    | Travailliste     | 1983–1990         |
| Bruce Reid     | Libéral          | 1990–1998         |
| Steve Gibbons  | Travailliste     | 1998–2013         |
| Lisa Chesters  | Travailliste     | 2013–en cours     |